# Rifugio Maria Luisa
Das Rifugio Maria Luisa ist eine Schutzhütte der Sektion Busto Arsizio des Club Alpino Italiano in den Lepontinischen Alpen im Piemont.

## Lage
Die Schutzhütte liegt auf dem Gemeindegebiet von Formazza im Val Toggia auf einer Höhe von 2157 m s.l.m. unterhalb des Toggia-Stausees in der Nähe der Schweizer Grenze (Passo San Giacomo). Sie ist Etappenort der Via Alta Vallemaggia. 
Der Zustieg erfolgt vom italienischen Walserdorf Riale (Chärbäch) im oberen Val Formazza aus.

## Geschichte
Erste Pläne für den Bau einer Hütte im Val Toggia wurden 1936 vorgelegt. Dabei wurden auch bereits bestehende Gebäude, die zwischen 1929 und 1932 für den Bau der nahen Toggia-Staumauer gedient hatten, in das Bauprojekt einbezogen. Die Hütte wurde am 5. Dezember 1937 noch vor Abschluss der Bauarbeiten eröffnet. Im darauffolgenden Sommer wurde das zweistöckige Hauptgebäude errichtet. Die Bauarbeiten konnten im Sommer 1939 abgeschlossen werden und am 8. Dezember 1939 wurde das Rifugio eingeweiht. 
Den Namen verdankt die Hütte Maria Luisa Milani, der Ehefrau des ersten Präsidenten der Sektion Busto Arsizio des CAI, Piero Monaco, der die Schutzhütte errichten ließ, um die Gegend für den Fremdenverkehr zu erschließen und an seine verstorbene Frau zu erinnern. 
Die Hütte wurde an der 1925 von italienischen Genietruppen errichteten Fahrstraße zum Passo San Giacomo errichtet, an deren Ende bereits 1930 das surreale touristische Projekt „Wagristoratore“ entstanden war. Während des Zweiten Weltkrieges wurde die Straße als Fluchtweg in die Schweiz genutzt, über den insbesondere nach dem Zusammenbruch der Partisanenrepublik Ossola am 19. Oktober 1944 Partisanen flüchteten.
Das Rifugio Maria Luisa wurde im Laufe der Zeit mehrmals modernisiert.

## Gipfel
- Basòdino (3273 m ü. M.)
- Kastelhorn (3128 m ü. M.)

## Nachbarhütten
- Rifugio Pian di Crest
- Capanna Basòdino
- Capanna Cristallina